# Организация матерей-одиночек Эсватини
Организация матерей-одиночек Эсватини (англ. Eswatini Single Mothers Organisation, SWASMO) — неправительственная организация в Южной Африке. 
Организация представляет собой группу волонтеров, основанную в 2009 году, которая объединяет женщин из беднейших слоёв населения в Королевстве Эсватини для поддержки материнства и защиты прав женщин и детей.

## История
Организация матерей-одиночек Эсватини была основана в январе 2009 года Беатрис Бичонг (Beatrice Bitchong) и группой волонтёров для мобилизации и обучения бедных матерей-одиночек в беднейших районах Манзини, Эсватини, самостоятельности, самосознанию и здоровому образу жизни. 

## Деятельность
Проекты организации включают обучение женщин ведению предпринимательской деятельности — обучение сельскохозяйственным навыкам, менеджменту. Так же организация ведет просветительскую деятельность по контрацепции и планированию семьи среди матерей-одиночек, отцов-одиночек и несовершеннолетних матерей. Для поддержания своей работы организация занимается изготовлением и продажей одежды и шарфов, предметов искусства и возделыванием огородов. Организация также обучает членов группы навыкам самофинансирования для продолжения будущей работы без внешнего финансирования. Проекты организации носят совместный характер с другими неправительственными группами страны. Привлекаемые организацией специалисты предлагают индивидуальные и групповые консультации, посещения на дому, а также поддержку едой и одеждой для матерей-одиночек Королевства Эсватини.